# 가곽지휘자
가곽지휘자(독일어: Blockleiter 블로클라이터[*])는 나치당 하급당원에게 주어진 직함이다. 가곽 수준의 근린집단의 당 단위를 책임지며 나치 관헌들과 일반 대중 사이를 연결했다.
"가곽지휘자" 직함은 1930년 처음 만들어졌으며 당시 명칭은 "가곽주시자(Blockwart)"였다. 가곽주시자는 나치당의 지역단위 선거활동을 하면서 "세포주시자"의 명령을 받았으며, 보통 1세포는 8-10가곽으로 이루어졌다.
1933년 나치가 권력을 잡자 가곽주시자는 노동협력자라는 새 계급으로 대체되었다. 가곽지휘자라는 말은 이 시기에 가장 빈번하게 사용되었는데, 실제 당원 계급은 아니고 노동협력자 계급이 부임하는 일종의 보직명이었다. 가곽지휘자로 임명된 노동협력자들은 세포지휘자의 명령을 받았다. 세포지휘자 역시 계급이 아니라 보직명으로서 장소지휘자 계급이 세포지휘자로 임명되었다.
1939년 나치 당원 계급이 일신되면서 노동협력자와 가곽지휘자는 완장을 부여받는 정치직위가 되었다. 이때 "가곽"이 사용되는 직함들은 다음과 같은 것들이 있었다. 아래로 갈수록 높은 계급이 부임했다.
- 가곽보조자(Blockhelfer)
- 가곽지휘자(Blockleiter)
- 가곽관리자(Blockwalter)
- 가곽대표자(Blockobmann)

가곽주시자 시절의 임무가 선거구 관리였다면, 나치가 권력을 잡은 뒤 개편된 가곽지휘자는 지역 주민들에게 나치 교리를 강제하는 역할을 했다. 1933년 이후 각 지역의 가곽지휘자들에게는 자신이 담당하는 가구(보통 40에서 60가구)에 나치 프로파간다를 퍼뜨리고 나치 정책을 수용하도록 하는 임무가 주어졌다.
또한 지역주민들을 감시하며 반나치적 행위가 포착되면 게슈타포 지서에 보고하는 것도 가곽지휘자의 역할이었다. 이를 위해 가곽관리자는 각 가구에 대한 사찰자료를 갖고 있었으며 나치의 공포정치에 일조했다. 때문에 가곽지휘자들은 일반 대중에게 특히 미움을 받았다. 그 외 임무로는 지역을 방문한 나치 관헌에게 숙식제공, 각종 기부 및 자선사업, 공습 이후 잔해 청소 등이 있었다.
제2차 세계 대전 말엽 당시 거의 5십만 명에 가까운 가곽지휘자가 있었던 것으로 생각된다.